# Sankta Petkas kloster
Sankta Petkas kloster (serbiska: Манастир Свете Петке/Manastir Svete Petke) är ett serbisk-ortodoxt nunnekloster beläget i staden Bijeljina i Serbiska republiken i Bosnien och Hercegovina.
Klostret tillhör Zvorniks och Tuzlas stift.

## Historik
Klostret har varit under uppbyggnad sedan 2001. Det ritades av arkitekten Vanjka Brkić från Belgrad i Serbien.
Arbetet med klostret utförs av arbetarna MG Preić från Bijeljina under övervakning av Mladen Ćulum från samma stad.
Det mesta av konstruktionen hjälpte Serbiska republikens regering och Bijeljinas kommunala råd till med, där det kommunala rådet även donerade marken där klostret står på.

## Design

### Exteriör
- Det är byggt av tegel. Klostret är byggt i rysk stil, har fem kupoler dessa är täckta med guldfärgad plåt.[1]
- Klostret är målat i serbisk-bysantinsk stil av Miloš Maksimović, Đorđe Đorđević och Darko Živković.[1]

### Interiör
- Klostret består av en övre kyrkdel och en krypta där gudstjänster brukar hållas.
- Klostrets övervåning är målad av Darko Živković från Batočina, Đorđe Đorđić från Inđija och Miloš Maksimović från Novi Sad.
- Nedervåningen är målad av Dragan Živković från Batočina, Radoš Vasićiz Smedereva och Bojan Živić från Belgrad.
- Ikonostasen gjordes av Slobodan Marunić från Belgrad, Serbien och ikonerna tillverkades i Petar Bilićs ikonmåleri i samma stad.[1]

## Klostrets nunnor
- Jelisaveta Stoajnović[1]
- Anastasija Stipanović

## Övrigt
Bredvid klostret finns ett hus som är tänkt att vara ett hem för gamla och handikappade personer. Huset är färdigt men inte möblerat och fungerar ännu inte.

## Bilder

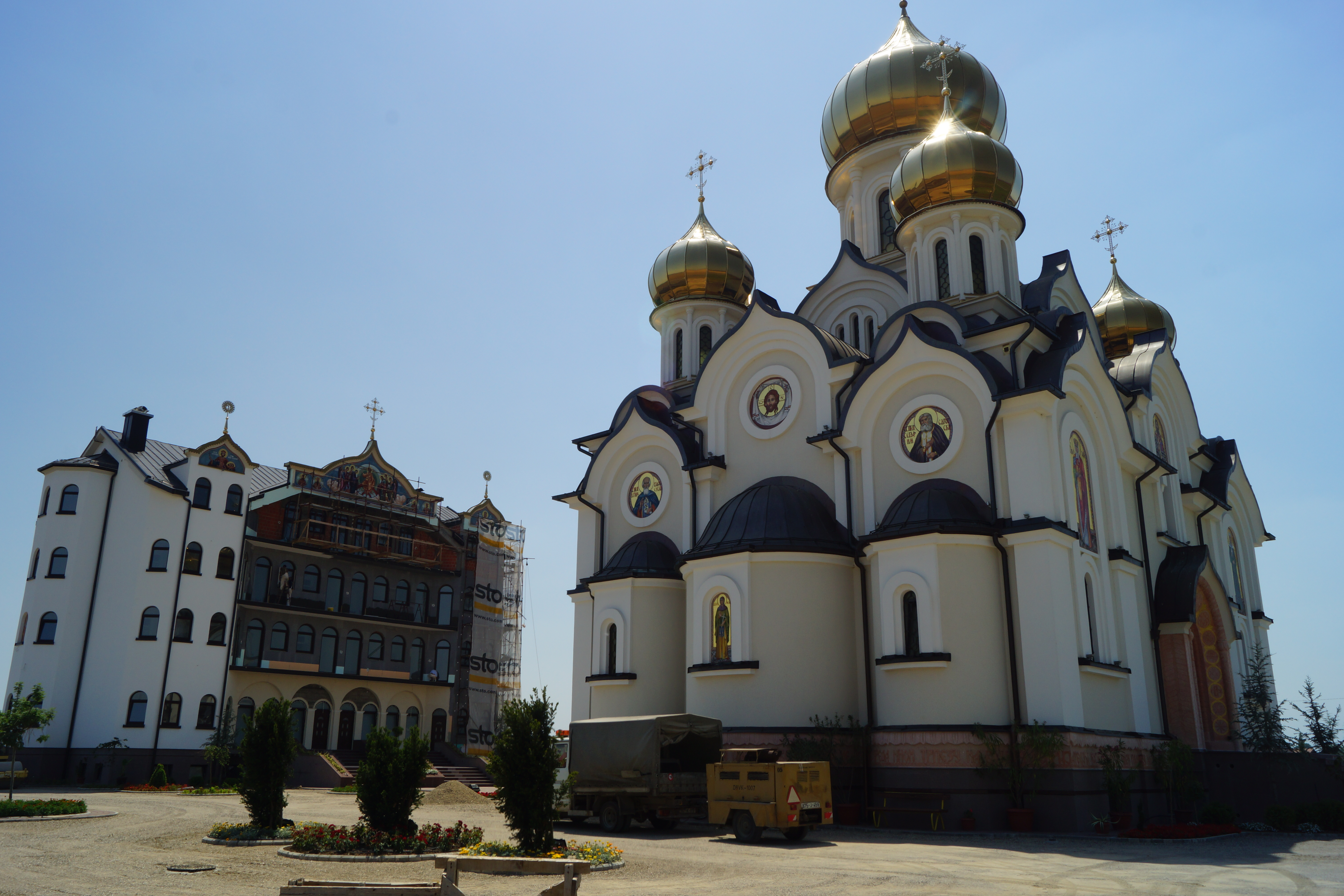
Närmare bild på klostret.